# Manuel González García

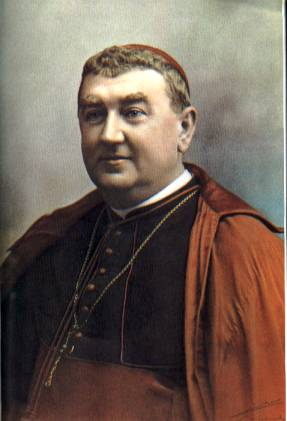
Emmanuel Gonzalez Garcia

Manuel González García (Sevilla, 25 februari 1877 - Palencia, 4 januari 1940) was een Spaanse bisschop. 
González García werd op 21 september 1901 tot priester gewijd. Op 6 december 1915 werd hij aangewezen als hulpbisschop van Málaga. Op 16 januari 1916 werd hij tot bisschop gewijd door kardinaal Enrique Almaraz Santos, de aartsbisschop van Sevilla. Op 22 april 1920 werd hij bisschop van Málaga, en op 5 augustus 1935 werd hij bisschop van Palencia, wat hij zou blijven tot zijn dood in 1940. González García was de stichter van de congregatie "Misioneras Eucarísticas de Nazaret", de "Discípulos de San Juan" en de "Reparación Infantil Eucarística". Paus Johannes Paulus II verklaarde hem in 1998 zalig..
- Biblioteca Nacional de España: XX932751
- Bibliothèque nationale de France: cb145008881 (data)
- Catàleg d'autoritats de noms i títols de Catalunya: 981058518287006706
- Gemeinsame Normdatei: 1159121303
- International Standard Name Identifier: 0000 0001 1577 5472
- Library of Congress Control Number: nr2003034045
- Nationale en Universitaire bibliotheek Zagreb: 000779235
- Istituto Centrale per il Catalogo Unico: CFIV045519
- Virtual International Authority File: 90630370
- WorldCat: E39PBJvxqH9qxkQ3jGhvR78DMP